# Pleistophoridae
Pleistophoridae är en familj av svampar. Pleistophoridae ingår i ordningen Microsporida, klassen Microsporea, divisionen Microspora och riket svampar.
|                 | Nosematidae                    |
|                 |                                |
|                 | Enterocytozoonidae             |
|                 |                                |
|                 | Abelsporidae                   |
|                 |                                |
|                 | Glugeidae                      |
|                 |                                |
| Pleistophoridae | \| \| Pleistophora \| \| \| \| |
|                 | \| \| Pleistophora \| \| \| \| |
|                 | Thelohaniidae                  |
|                 |                                |
|                 | Microsporidium                 |
|                 |                                |
|                 | Kabatana                       |
|                 |                                |
|                 | Pleistophora                   |
|                 |                                |

|  | Pleistophora |
|  |              |